# Кедрова, Анна Генриховна
А́нна Ге́нриховна Ке́дрова (род. 22 февраля 1965, Череповец) — российский гинеколог-онколог, главный онколог ФМБА РФ, Лауреат премии Правительства РФ (2005), доктор медицинских наук, профессор, заведующая кафедрой акушерства и гинекологии Академии последипломного образования ФГБУ ФНКЦ ФМБА России, заведующая отделением онкологии ФГБУ ФНКЦ ФМБА России.

## Биография
Родилась 22 февраля 1965 года в Череповце Вологодской области.
Окончила Первый Московский государственный медицинский университет имени И. М. Сеченова (1984—1991), там же прошла интернатуру по специальности «акушерство и гинекология» — роддом при ГКБ им С. С. Юдина (1991—1992). В 1992—1994 годах — ординатуру по специальности «онкология» в ГУ РОНЦ им. Н. Н. Блохина.

## Научная деятельность
В 1996 году успешно завершила аспирантуру и защитила диссертации:
- на звание кандидата медицинских наук по теме «Отдалённые результаты комбинированной химиотерапии у больных раком яичников III—IV стадий с использованием препаратов цисплатина и платин и их сравнительная оценка»[3]
- на звание доктора медицинских наук по теме «Диссеминированные формы рака яичников (лечение и факторы прогноза)»[4].

С 2002 по 2008 год работала ведущим научным сотрудником гинекологического отделения Национальный медицинский исследовательский центр онкологии им. Н. Н. Блохина.
За цикл экспериментальных и клинических исследований в области биотерапии и иммунодиагностики злокачественных новообразований Постановлением Правительства РФ от 2 марта 2005 года было присвоено звание «Лауреат премии Правительства Российской Федерации в области науки и техники».
С 2009 года профессор кафедры акушерства и гинекологии Института дополнительного последипломного образования ФМБА России, врач высшей квалификационной категории по специальностям: «акушерства и гинекологии» и «онкология».
C 2015 года заведующая отделением онкологии ФГБУ ФНКЦ ФМБА России, главный редактор раздела гинекология журнала ВАК «Опухоли женской репродуктивной системы».

## Научные статьи
- Рак яичников у женщин пожилого и старческого возраста. Вестник РОНЦ им. Н. Н. Блохина 2/ 2003 стр. 69-71[9]

- Комбинированное и комплексное лечение больных раком яичников. Пособие для врачей Минздрава РФ Москва ноябрь 2003[10]

- Опыт применения Абитаксела™ при лечении больных диссеминированным раком яичников и молочной железы. Современная онкология 2003 Т.5,№ 1,стр.15-19[11]

- Иммунотерапия в комплексном лечении фоновой и предраковой патологии шейки матки. Журнал «Клиническая практика» 2009 № 4 стр 42-45[12]

- Адоптивная иммунотерапия при лечении распространённого рака яичников. Вестник РАН, февраль 2003г, стр. 57-65

- Молекулярно-биологические профили гиперплазии эндометрия и эндометриальной интраэпителиальной неоплазии. Опухоли женской репродуктивной системы. 2018;14(2):76-81[13]

- Химиоэмболизация с помощью гепасфер в лечении больных с рецидивными опухолями малого таза. Опухоли женской репродуктивной системы. 2019;15(1):35-41[14]

- Правовые аспекты обеспечения фертильности в клинической онкогинекологии. Опухоли женской репродуктивной системы 2018 год № 1[15]

- Гены системы репарации: популяционные различия наследственных типов рака яичников и молочной железы, выявляемые методом секвенирования нового поколения. Опухоли женской репродуктивной системы. 2017;13(2):61-67[16]

- СО2-лазер в диагностике границ резекции опухолевой ткани молочной железы. Опухоли женской репродуктивной системы. 2019;15(4):23-29[17]

- Профилактика атрофии влагалища после лечения опухолей органов женской репродуктивной системы. Опухоли женской репродуктивной системы. 2019;15(4):73-78[18]

- Особенности оказания онкологической помощи в условиях пандемии COVID-19: взгляд юриста и клинициста. Опухоли женской репродуктивной системы. 2020;16(1):85-90[19]
- Иммунотерапия у больных раком шейки матки. Опухоли женской репродуктивной системы. 2020;16(2):72-78
- Ретроспективный анализ ультразвуковых критериев первично выявленного экстрагенитального эндометриоза при профилактических осмотрах женщин. Опухоли женской репродуктивной системы. 2020;16(2):44-52
- Ленватиниб и пембролизумаб у больных распространённым раком тела матки. Опухоли женской репродуктивной системы. 2020;16(3):47-51.

## Исследовательские работы с мировыми фарм производителями
С 2002 года руководит новейшими клиническими исследованиями, сотрудничая с мировыми производителями современных лекарств, делает доступным лечение мирового уровня для россиян. В настоящее время на базе ФГБУ ФНКЦ ФМБА России проходят работы:
- Рандомизированное открытое исследование 3 фазы с целью изучения комбинации пембролизумаба (MK-3475) с ленватинибом (E7080/MK-7902) по сравнению с химиотерапией в качестве первой линии терапии для лечения распространённого или рецидивирующего рака эндометрия (LEAP-001)[20];

- Рандомизированное, двойное слепое клиническое исследование III фазы с целью сравнения комбинации химиотерапии c применением и без применения Пембролизумаба, с последующим поддерживающим лечением Олапарибом или плацебо в качестве первой линии терапии у пациенток с распространённым эпителиальным раком яичника без мутации гена BRCA (MK7339-001)[21];

- Открытое, многоцентровое, рандомизированное исследование 3 фазы для оценки эффективности и безопасности лечения ленватинибом в комбинации с пембролизумабом по сравнению с лечением на выбор лечащего врача у пациенток с распространённым раком эндометрия" (MK-3475-775)[22].

## Ученики
- Нечунаева Т. Г. Паллиативное и симптоматическое лечение прогрессирующего рака яичников: диссертация Кандидат медицинских наук.

## Участие в ведущих медицинских форумах и организациях
А. Г. Кедрова является членом следующих организаций:
- Ассоциации онкологов России[23];

- Российской ассоциации акушеров-гинекологов[24];

- Российской ассоциации рентгенологов-радиологов;

- Российского общества онкогинекологов;

- Европейского общества онкогинекологов[25];

- Американского общества клинических онкологов[26].

## Награды и премии
- Лауреат премии Правительства Российской Федерации в области науки и техники за цикл экспериментальных и клинических исследований в области биотерапии и иммунодиагностики злокачественных новообразований[27];
- За плодотворную преподавательскую деятельность Награждена Серебряным крестом ФМБА России[28].